# Jean-Luc Nancy
Jean-Luc Nancy (Bordeaux, 26 luglio 1940 – Strasburgo, 23 agosto 2021) è stato un filosofo francese, professore emerito di filosofia presso l’università di Strasburgo.

## Biografia
Dopo aver completato gli studi di filosofia a Parigi, ottiene il suo dottorato con un lavoro su Immanuel Kant con Paul Ricœur. Nel 1968 diventa assistente all'Université Marc Bloch a Strasburgo dove successivamente occuperà una cattedra. Ha insegnato anche a Berkeley, Berlino, Irvine e San Diego.
Alla fine degli anni '80 e all'inizio degli anni '90, Nancy ha sofferto di gravi problemi medici. È stato sottoposto a un trapianto di cuore e il suo recupero è stato reso più difficile da una diagnosi di cancro a lungo termine. Smise di insegnare e di partecipare a quasi tutti i comitati con cui era impegnato, ma continuò a scrivere. Molti dei suoi testi più noti furono pubblicati durante questo periodo. Un resoconto della sua esperienza, L'intrus (L'intruso), è stato pubblicato nel 2000. 
La regista Claire Denis ha realizzato almeno due film ispirati a Jean-Luc Nancy e alle sue opere. Molti altri artisti hanno lavorato anche con Nancy, come Simon Hantaï, Soun-gui Kim e Phillip Warnell. Nancy ha scritto del regista Abbas Kiarostami e ha recitato in primo piano nel film The Ister.
Nancy è morto il 23 agosto 2021 all'età di 81 anni.

## Pensiero
Il suo pensiero si è articolato su diversi piani. Dalla riflessione più strettamente politica (di particolare importanza le sue ricerche sulla comunità e le più recenti sulla decostruzione del Cristianesimo) a quella più vasta sull'arte e l'estetica (significativo in questa direzione il testo "Le Muse"). Molto interesse hanno suscitato i suoi libri autobiografici sulla condizione di trapiantato di cuore ("Corpus" e "L'intruso"). Ha collaborato con numerosi artisti, in diversi campi: Claudio Parmiggiani, Claire Denis, Mathilde Monnier, Abbas Kiarostami, Simon Hantaï.

## Opere
- La Remarque spéculative (Un bon mot de Hegel), Paris, Galilée, 1973.
- La titre de la lettre, Paris, Galilée, 1973 (con Philippe Lacoue-Labarthe) (tr. it. Astrolabio)
- Le Discours de la syncope. I. Logodaedalus, Flammarion, 1975.
- L'absolu littéraire. Théorie de la littérature du romantisme allemand, Paris, Seuil, 1978 (con Philippe Lacoue-Labarthe).
- Ego sum, Paris, Flammarion, 1979.
- Le partage des voix, Paris, Galilée, 1982. (tr. it. il Poligrafo)
- La communauté désoeuvrée, Paris, Christian Bourgois, 1983. (tr. it, Cronopio)
- L'Impératif catégorique, Paris, Flammarion, 1983. (tr. it. Besa)
- L'oubli de la philosophie, Paris, Galilée, 1986. (tr. it. Lanfranchi)
- Des lieux divins, Mauvezin, T.E.R, 1987.
- L'expérience de la liberté, Paris, Galilée, 1988. (tr. it. Einaudi)
- Une Pensée Finie, Paris, Galilée, 1990. (tr. it. Marcos y Marcos)
- Le poids d'une pensée, Québec, Le griffon d'argile, 1991.
- Le mythe nazi, La tour d'Aigues, L'Aube, 1991 (con Philippe Lacoue-Labarthe) (tr. it. il Melangolo)
- La comparution (politique à venir), Paris, Bourgois, 1991 (con Jean-Christophe Bailly). (tr. it. Cronopio)
- Corpus, Paris, Métailié, 1992. (tr. it. Cronopio)
- Le sens du monde, Galilée (tr. it Lanfranchi)
- The birth to presence, Stanford, Stanford University Press, 1993.
- Les Muses, Paris, Galilée, 1994. (tr. it. Diabasis)
- Être singulier pluriel, Paris, Galilée, 1996. (tr. it. Einaudi)
- Hegel. L'inquiétude du négatif, Paris, Hachette, 1997. (tr. it. Cronopio)
- L'Intrus, Paris, Galilée, 2000. (tr. it. Cronopio)
- Le regard du portrait, Paris, Galilée, 2000. (tr. it. Cortina)
- Conloquium, in Roberto Esposito, Communitas: origine et destin de la communauté, tr. fr. Nadine Le Lirzin, Paris, PUF, 2000.
- La pensée dérobée, Paris, Galilée, 2001. (tr. it. Bollati Boringhieri)
- The evidence of film, Bruxelles, Yves Gevaert, 2001. (tr. it. Donzelli)
- La création du monde ou la mondialisation, Paris, Galilée, 2002. (tr. it. Einaudi)
- Nus sommes. La peau des images, Paris, Klincksieck, 2003 (con Federico Ferrari). (tr. it. Bollati Borignhieri)
- La déclosion, Paris, Galilée, 2005. (tr. it. Cronopio)
- Iconographie de l'auteur, Paris, Galilée, 2005 (con Federico Ferrari) (tr. it. Sossella)
- Tombe de sommeil, Paris, Galilée, 2007.
- Juste impossible, Paris, Bayard, 2007. (tr. it. Feltrinelli)
- Vérité de la démocratie, Paris, Galilée, 2008. (tr. it. Cronopio)
- Démocratie, dans quel état?, avec G. Agamben, A. Badiou, D. Bensaïd, W. Brown, J. Rancière, K. Ross et S. Žižek, La Fabrique, 2009.
- L'Adoration: déconstruction du christianisme II, Paris, Galilée, 2010.
- Atlan: les détrempes, Paris, Hazan, 2010.
- Stabat Mater. Dies Irae. Deux Contrepoints (con 6 incisioni originali di Claudio Parmiggiani, edizione stampata a mano in 60 esemplari), Alberto Tallone editore, Alpignano 2016.

## In italiano
- Il titolo della lettera. Una lettura di Lacan (con Philippe Lacoue-Labarthe), introduzione di Sergio Benvenuto, Astrolabio, Roma 1975.
- Un pensiero finito, trad. Luisa Bonesio, Marcos y Marcos, Milano 1992.
- La comunità inoperosa, trad. Antonella Moscati, Cronopio, Napoli 1992.
- Il mito nazi (con Ph. Lacoue-Labarthe), trad. Carlo Angelino, Il Melangolo, Genova 1992.
- Alla frontiera, figure e colori, tr. di Luisa Bonesio, "Tellus. Rivista italiana di geofilosofia", n. 9, 1993, poi in Aa. Vv, Geofilosofia, a cura di Marco Baldino et al., Lyasis, Sondrio 1996.
- La partizione delle voci. Verso una comunità senza fondamenti, tr. di Alberto Folin, Il Poligrafo, Padova 1993.
- Lo spazio lasciato libero da Heidegger, tr. di Luisa Bonesio, "Con.tratto", anno II, nn. 1-2, 1993.
- Al di là dell'Europa. Euryopa, tr. di Luisa Bonesio, "Tellus. Rivista italiana di geofilosofia", n. 12, 1994.
- Corpus, tr. di Antonella Moscati, Cronopio, Napoli 1995.
- L'essere abbandonato, trad. Elettra Stimilli, Quodlibet, Macerata 1995.
- Luoghi divini, tr. di Luisa Bonesio, "Tellus. Rivista italiana di geofilosofia", n. 17, 1996, poi in Luoghi divini - Calcolo del poeta (vedi sotto).
- L'etica originaria di Heidegger, tr. di Antonella Moscati, Cronopio, Napoli 1996, ora in Sull'agire. Heidegger e l'etica, (vedi sotto).
- Il senso del mondo, tr. di Federico Ferrari, Lanfranchi, Milano 1997.
- Hegel. L'inquietudine del negativo, tr. di Antonella Moscati, Cronopio, Napoli 1998.
- Un soffio, tr. di Riccardo De Benedetti, "Tellus. Rivista italiana di geofilosofia", n. 21, 1998 (testo a fronte).
- Luoghi divini - Calcolo del poeta, tr. di Luisa Bonesio, Il Poligrafo, Padova 1999.
- L'oblio della filosofia, tr. di Federico Ferrari, Lanfranchi, Milano 1999.
- L'esperienza della libertà, tr. di Davide Tarizzo, Einaudi, Torino 2000.
- L'intruso, tr. di Valeria Piazza, Cronopio, Napoli 2000.
- Essere singolare plurale, tr. di Davide Tarizzo, Einaudi, Torino 2001. (Être singulier pluriel, Paris, Galilée, 1996.)
- Il c'è del rapporto sessuale, a cura di Alessandro Fanfoni, tr. di Graziella Berto, SE, Milano 2002.
- La città lontana, tr. di P. Di Vittorio, Ombre Corte, Verona 2002.
- Il ritratto e il suo sguardo, tr. di Raoul Kirchmayr, Raffaello Cortina, Milano 2002.
- Tre saggi sull'immagine, tr. di Antonella Moscati, Cronopio, Napoli 2002.
- Vistazione (della pittura cristiana), tr. di Alfonso Cariolato e Federico Ferrari, Abscondita, Milano 2002.
- La creazione del mondo o la mondializzazione, tr. di Davide Tarizzo, Einaudi, Torino 2003.
- Il ventriloquo. Sofista e filosofo, tr. di Fulvio F. Palese, Besa, Nardo 2003.
- La pelle delle immagini (con Federico Ferrari), Bollati Boringhieri, Torino 2003.
- Il pensiero sottratto, tr. di Mario Vergani, Bollati Boringhieri, Torino 2003.
- Abbas Kiarostami. L'evidenza del film, tr. di A. Cariolato, Donzelli, Roma 2004 (con una conversazione tra Abbas Kiarostami e Jean-Luc Nancy trascritta da Mojdeh Famili e Teresa Faucon e una serie di immagini scelte da Teresa Faucon).
- Noli me tangere. Saggio sul levarsi del corpo, tr. di F. Brisochi, Bollati Boringhieri, Torino 2005.
- Sull'agire. Heidegger e l'etica, tr. di Antonella Moscati, Cronopio, Napoli 2005.
- “Derrida, filosofo della differenza. Conversazione con Sergio Benvenuto”, Lettera Internazionale, 83, 1º trimestre 2005, pp. 58-60.  http://www.psychomedia.it/isap/saggi/benvenuto-nancy.htm
- Cinquantotto indizi sul corpo, tr. di Michelina Borsari, Fondazione San Carlo di Modena per Festivalfilosofia, Modena 2006 (poi con il titolo Indizi sul corpo, tr. di Marco Vozza, Ananke, Torino 2009).
- Un silenzio interiore. I ritratti di Henri-Carter Bresson (Con Sire Agnés), tr. di Guia Boni, Contrasto Due, Roma 2006.
- Cronache filosofiche, tr. di Alfonso Cariolato, Nottetempo, Roma 2006.
- Del libro e della liberaria. Il commercio delle idee, tr. di Graziella Berto, Raffaello Cortina, Milano 2006 (illustrazioni di Jean Le Gac).
- Iconografia dell'autore (con Federico Ferrari), tr. di M. Tobia e F. Ferrari, Sossella, Roma 2006.
- Il cielo sulla terra. Piccola conferenza su Dio, tr. di V. Piazza e A. Moscati, Sossella, Roma 2006.
- Le muse, tr. di Chiara Tartini, Diabasis, Reggio Emilia 2006.
- La dischiusura. Decostruzione del cristianesimo I, tr. di Antonella Moscati, Cronopio, Napoli 2007 (con 97 stampe in tricromia).
- Il giusto e l'ingiusto, tr. di Francesco Sircana, Feltrinelli, Milano 2007.
- L'imperativo categorico, tr. di Fulvio F. Palese, Besa, Nardo 2007.
- Narrazione del fervore. Il desiderio, il sapere, il fuoco, tr. di Alberto Panaro, Moretti & Vitali, Bergamo 2007.
- Tre saggi sull'immagine, tr. di Antonella Moscati, Cronopio, Napoli 2007.
- La nascita dei seni, tr. di Graziella Berto, Raffaello Cortina, Milano 2007.
- Le differenze parallele: Deleuze e Derrida, tr. di Tommaso Ariemma e Luca Cremonesi, Ombre Corte, Verona 2008.
- Ego sum, tr. di Raoul Kirchmayr, Bompiani, Milano 2008.
- M'ama, non m'ama, tr. di Maria Chiara Balocco, Utet, Torino 2009.
- Cascare dal sonno, tr. di Rossella Prezzo, Raffaello Cortina Editore, Milano 2009.
- Il peso di un pensiero, tr. di D. Calabrò, Mimesis, Milano 2009.
- Indizi sul corpo, a cura di Marco Vozza, Ananke, Torino 2009.
- Sull'amore, tr. di Matteo Bonazzi, Bollati Boringhieri, Torino 2009.
- Verità della democrazia, tr. di Roberto Borghesi e Antonella Moscati, Cronopio, Napoli 2009.
- Corpo teatro, tr. di Antonella Moscati, Cronopio, Napoli 2010.
- L'equivalenza delle catastrofi (Dopo Fukushima), a cura di Giovanbattista Tusa, (con la postfazione in forma di lettera "Afterword" tra Jean-Luc Nancy e Giovanbattista Tusa), Mimesis, Milano 2016.
- Del sesso, a cura di Francesca R. Recchia Luciani, Cronopio, Napoli 2016.
- Banalità di Heidegger, trad. Antonella Moscati, Cronopio, Napoli 2016.
- La comunità sconfessata, a cura di F. De Petra, Mimesis, Milano, 2016.
- Il disegno del piacere, a cura di M. Villani, Mimesis, Milano 2017.
- "Sul Cristianesimo. Conversazione con Sergio Benvenuto", European Journal of Psychoanalysis, 28 novembre 2018, http://www.journal-psychoanalysis.eu/sul-cristianesimo-conversazione-con-jean-luc-nancy/ Archiviato il 26 agosto 2021 in Internet Archive.
- Sessistenza, a cura di Francesca R. Recchia Luciani, Il Nuovo Melangolo, Genova 2019.
- Escluso l'ebreo in noi, a cura di Giovanbattista Tusa, Mimesis, Milano 2019.
- "Nostalgia del padre", European Journal of Psychoanalysis, 2021, https://www.journal-psychoanalysis.eu/nostalgia-del-padre/ Archiviato il 26 agosto 2021 in Internet Archive.
- "La fine della filosofia e il compito del pensiero", European Journal of Psychoanalysis, 2021, https://www.journal-psychoanalysis.eu/la-fine-della-filosofia-e-il-compito-del-pensiero/ Archiviato il 26 agosto 2021 in Internet Archive.
- Dio in quanto Dio, con Jean-Luc Marion, Roma, InSchibboleth 2025, ISBN 978-88-5529-387-7.

## Risorse internet
- Jean-Luc Nancy. European Graduate School. Biografia, Bibliografia completa.
- L'autentico fuori sta nel cuore del dentro, intervista con E. Alloa per la rivista ATOPIA
- , Erika Marcantonio - Comunità e co-esistenza, in Intorno a Jean Luc Nancy - Comunità